# Retiroparken

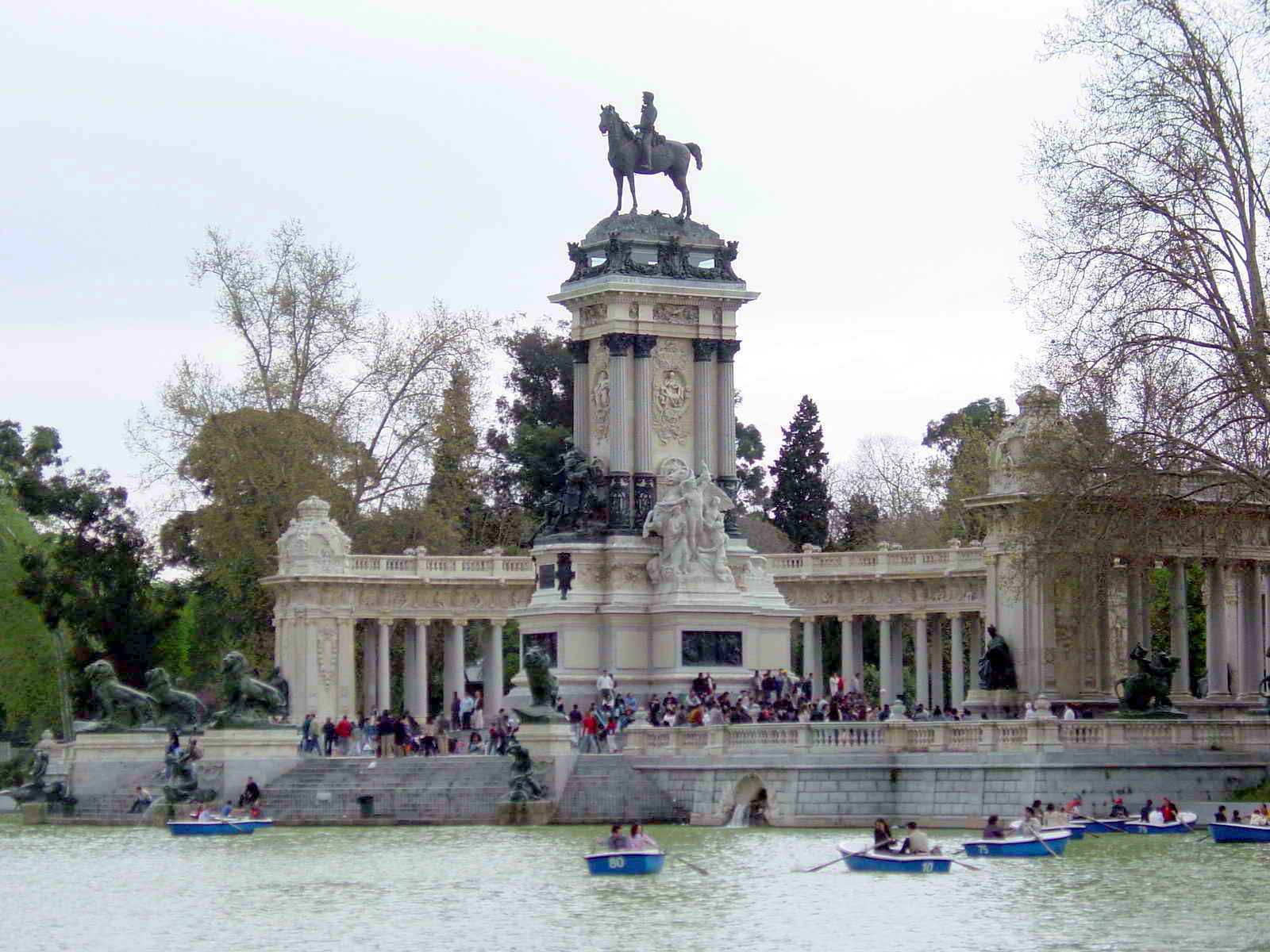
Monument över Alfonso XII

Retiroparken är en av Madrids största parker. På spanska kallas den populärt El Retiro med det officiella namnet Los Jardines del Buen Retiro. Den är en trädgårdspark på 118 hektar som ligger intill promenadstråket Paseo del Prado.  
I parken finns en av världens få statyer av Lucifer och El Angel Caido.

## El Retiro idag
På sön- och helgdagar tillbringar madridborna, los Madrileños, gärna dagen här. Här finns gatuförsäljare av allt från smycken till cd-skivor, konstnärer ställer ut, och för barnen finns det dockteater och ansiktsmålning.
Man kan hyra en roddbåt och ro i den konstgjorda sjön, där finns också trivsamma kaféer. Spelplaner finns också för fotboll och tennis med mera. Parken genomkorsas av stora avenyer och även små stigar och gångvägar. Under sommaren är gräsmattorna fyllda av solande människor.

## Karta
1. Ingång/Puerta de Felipe IV
2. Ingång/Puerta de España
3. Ingång/Puerta de la Independencia
4. Ingång/Puerta de Hernani
5. Ingång/Puerta de Madrid
6. El Parterre
7. La Rosaleda

Retiroparken

8. Klockdammen/Estanque de las Campanillas
9. Fiskarens hus/Casita del Pescador
10. Monument över kung D. Alfonso XII
11. Monument över general Martínez Campos
12. Monument över Cuba
13. Alcachofafontänen
14. Galápagosfontänen
15. Fontän Den fallna ängeln/Fuente del Ángel caído
16. Kristallpalatset/Palacio de Cristal
17. Velázquezpalatset/Palacio de Velázquez
18. Konstgjort berg/Montaña artificial
19. Casa de Vacas
20. Junta Municipal de Retiro
21. Musikpaviljong/Templete de música
22. Båtkaj/Embarcadero
23. Idrottsområde/Zona deportiva de la Chopera
24. Marionetteater/Teatro de títeres
25. Ingång till botanisk trädgård/Inicio itinerario botánico
26. Toaletter/Aseos

## Historik
Parken skapades 1630-1640, då Gaspar de Guzmán y Pimentel, gunstling till Filip IV av Spanien (1621 - 1665), gav kungen ett område för hovets rekreation nära Jerónimoklostret i Madrid. Så, vid ombyggnaden av Cuarto Real som var kungens sovrum intill klostret där han kunde höra mässan, började man konstruktionen av Buen Retiropalatset. Området sträckte sig då över 145 hektar. 
Under ledning av arkitekterna Giovani Batista Crecenzi och Alonso Carbonell uppförde man flera byggnader, bland dessa Buen Retiroteatern som uppförde skådespel av de stora under teaterns "guldålder" (1500–1600-talet), Calderón de la Barca och Lope de Vega.  Förutom byggnaderna byggdes burar för vilda djur och fågelbur för exotiska fåglar. Den stora dammen, en scen för sjöslag och andra vattenspektakel, den åttasidiga klockdammen och den lilla bäcken kommer från denna första period.
Under tidens gång har parken undergått förändringar, inte alltid planlagda, som har ändrat parkens utseende, till exempel parterren som byggdes under Filip V (1700–1746), den kungliga porslinsfabriken under tiden för Karl III (1759–1788) och det astronomiska observatoriet, ett verk av Juan de Villanueva, under Karl IV:s tid (1788–1808). Kung Karl III var den förste att tillåta stadens invånare komma in i parken, under förutsättning att de var snyggt och propert klädda.

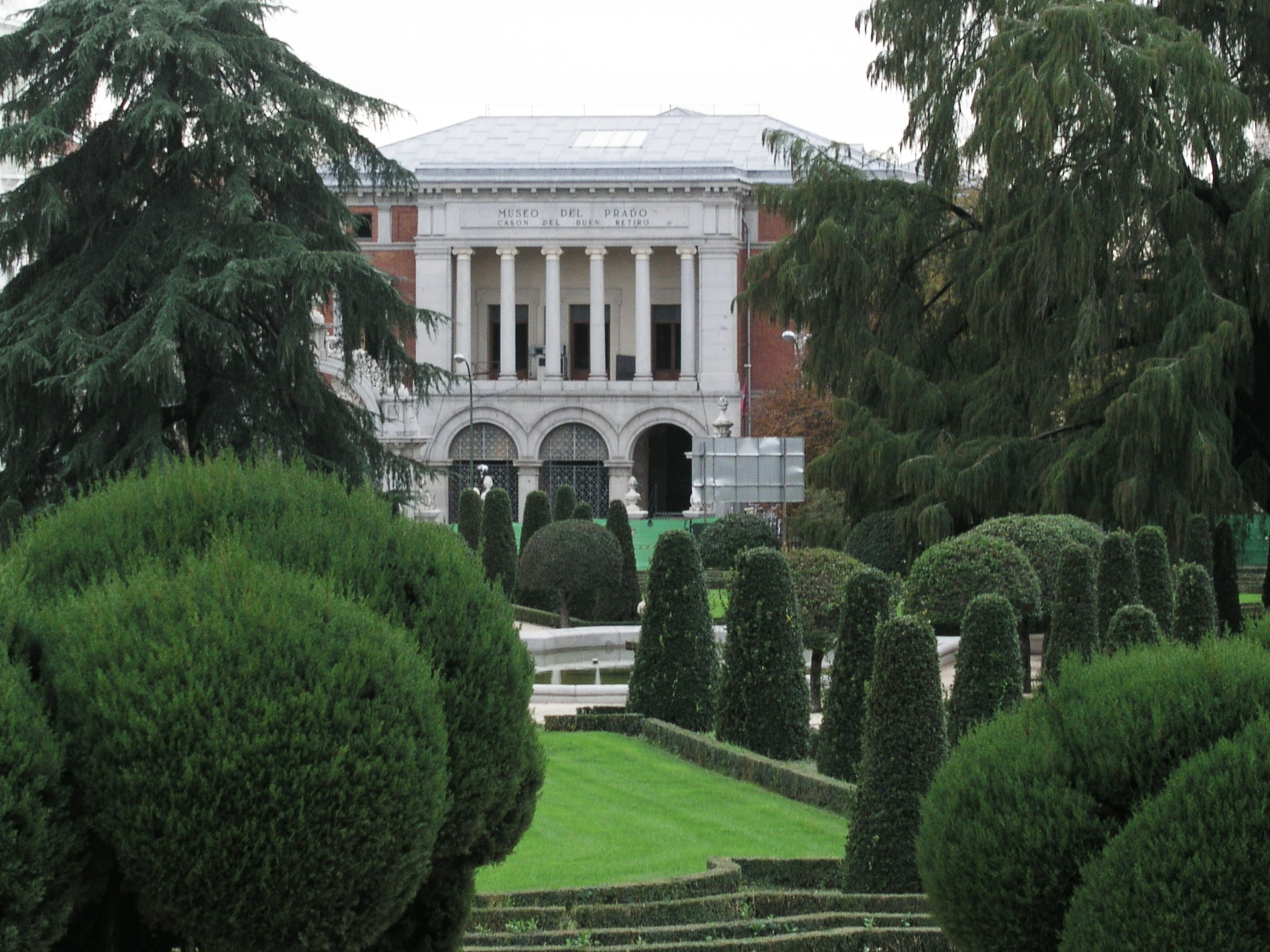
Casón del Buen Retiro

Under den franska invasionen, 1808, blev parken delvis förstörd genom att användas som läger för Napoleons trupper. Palatset förstördes med undantag för danssalongen som ännu finns kvar under namnet Casón del Buen Retiro och används som museum.
Efter självständighetskriget påbörjade Ferdinand den VII) (1814–1833) återuppbyggnaden av parken och öppnade en del för allmänheten, så som Karl III tidigare hade gjort. För kungen avsattes ett område, mellan gatorna O'Donnell och Menéndez Pelayo, där det byggdes en rad byggnader för avkoppling enligt det arkitektoniska mode som var på den tiden. Från denna tid finns Fiskarens hus, Smugglarens hus och det konstgjorda berget.
Under Isabel II (1833–1868) öppnade man Granada (Calle de Granada), den gata som sedan kom att heta Alfonso XII, då man sålde området mellan denna och Paseo del Prado på vilket uppfördes bostäder. 
Genom revolutionen 1868, den ärofyllda, kom parken i kommunal ägo och ingångarna öppnades för alla invånare. En epok började under vilken den stora bäcken och vattendammen San Antonio de los Portugueses omvandlades till en fordonsväg. Man byggde fontänerna Galápagos och Alcachofa, uppförde fontänen Ángel Caído (den fallna ängeln), ett verk av Ricardo Bellver. På stora fältet konstruerade man Kristallpalatset (Palacio de Cristal) och Velázquezpalatset (El Palacio de Velázquez), ett verk av Ricardo Velázquez Bosco.

## Platser av intresse
|  |  |  |

### Klockdammen / Estanque de las Campanillas
Nära Parterren och Filip den IV:s port ligger den åttakantiga klockdammen, där vattnet flödar över en skulptur av naturstenar. Samma teknik kan man se vid den lilla bäcken i kanten av sportfältet.

### Fiskarens lilla hus /Casita del Pescador
Detta lilla hus på en plattform i en liten damm uppfördes av Ferdinand den VII. Denna nordöstra del av parken var enbart avsedd för hovets användning och kallades för "reservatet". Här uppfördes – efter mönster i engelska och franska parker – hus av olika slag som var avsedda för rekreation. Husen som vanligen uppfördes i billigt (dåligt) material kallades för "infall" (caprichos). I  Spanien finns sådana pittoreska byggnader i de viktigaste parkerna från slutet av 1700-talet och början av 1800-talet. Jämför även Casa de Vacas i parken. 

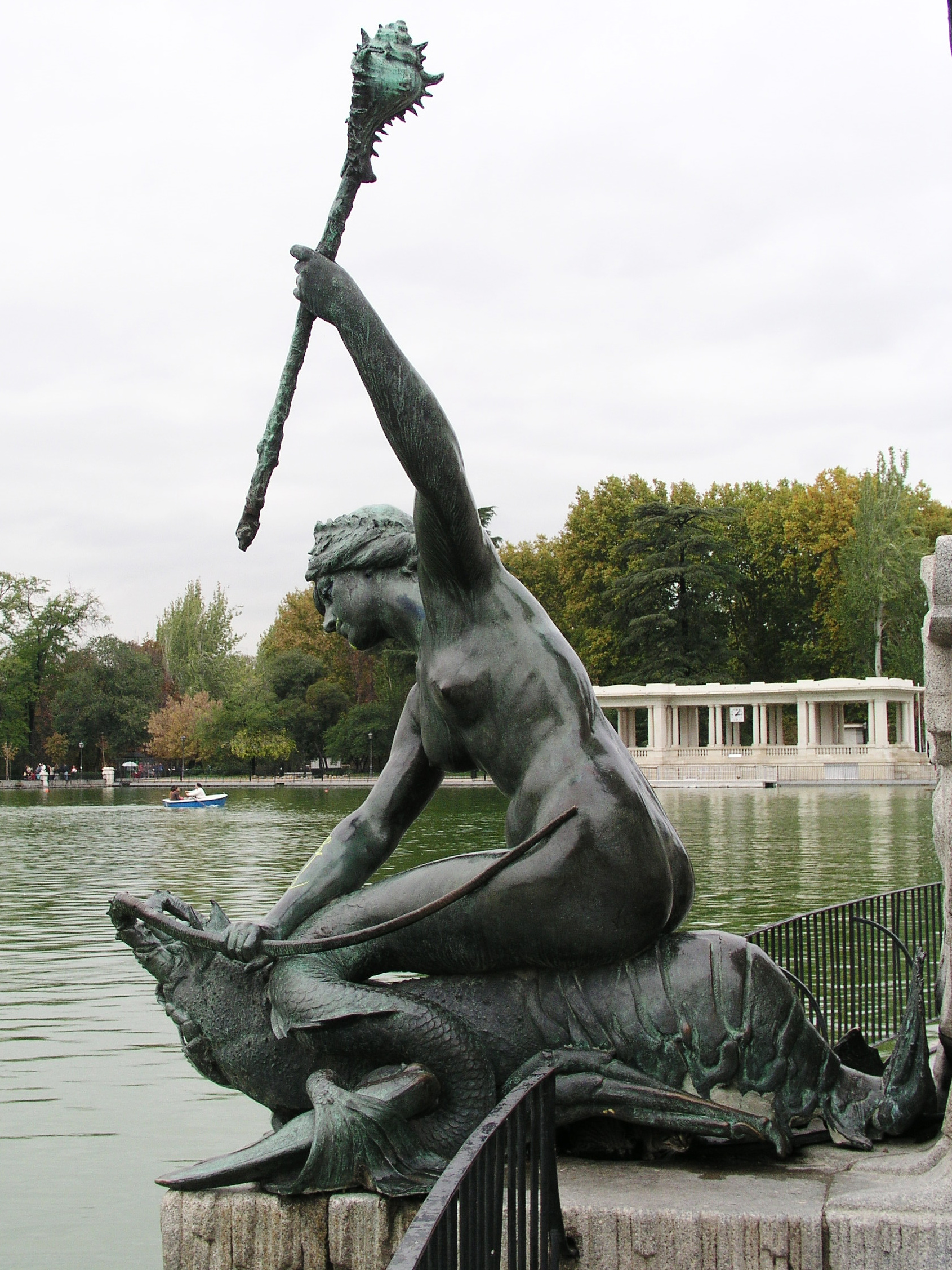
Siren vid Alfonso XII, av Parera

### Monument över Alfonso den XII
1902 utlyste man en nationell tävling för att uppföra ett monument över kung Alfons XII. Vinnare blev arkitekten José Grases Riera med ett storslaget projekt uppfört i brons och marmor, bestående av en stor pelarrad med ett stort antal skulpturer som omger ryttarstatyn av konungen, vid ena långsidan av parkens stora vattendamm.
Monumentet som finansierades genom en allmän insamling, invigdes den 3 juli 1922. Det mäter 30 meter i höjd, 86 meter i längd och har en bredd av 58 meter. I arbetet medverkade mer än 20 skulptörer. Det var den första minnesstatyn av dem som under som förra seklet kom att uppfylla parkerna; verk av bland annat Benlliure, Clará och Mateo Inurria.
|  |  |  |

### Alcachofafontänen / Fuente de la Alcachofa
Alcachofafontänten ("Kronärtskockefontänen") är formgiven av Ventura Rodríguez och smyckad med skulpturer av Alfonso Vergaz, som gjorde tritonerna och sirenen, och Antonio Primo, som gjorde amorinerna och kronärtskockan. Fontänen konstruerades år 1781 och placerades i närheten av Puerta de Atocha, från vilken plats den senare 1880 togs av arkitekten José Urioste y Velada till sin nuvarande placering i sydöstra hörnet av stora dammen.
Fontänen är tillverkad i kalksten och kronärtskockan är gjord i granit. Fontänen består av två delar, den undre med tritoner som håller i vapenskölden för Madrid och den övre med fyra amoriner och överst kronärtskockan som gett fontänen dess namn, allt placerat på en central kolonn.
Efter ombyggnaden av Glorieta de Atocha har man där placerat en kopia av Alcachofafontänen.

### Galapagosfontänen
Galapagosfontänen (Fuente de los Galápagos) formgavs 1831 av stadsarkitekten D. Javier de Mariátegui till minne av Isabella II:s födelse. Fontänen skulpterades 1832 av José Tomás y Genevés och invigningen skedde den 10 oktober samma år. Fontänens första placering var på La Red de San Luis varefter den 1868 flyttades till Plaza de Santa Ana. 1879 fick fontänen slutligen till sin nuvarande placering i nordöstra hörnet av stora dammen i Retiroparken.
Fontänbassängen är gjord i granit och skulpturerna i Piedra de Colmenar (en kalksten från Colmenar de Orejas) och brons. Det är en av de första konstbyggnader som uppfördes i Madrid.
Fontänen består av en cirkulär bas över vilken faller en kaskad av alger. På fyra pilastrar står två grodor och två sköldpaddor som sprutar vatten ur gapet, vattnet fångas upp av musslor som är placerade på en lägre nivå. I mitten av den cirkulära basen reser sig en pelare som öppnar sig i en blomkrona vilken avslutas med en trumpetsnäcka. Vid basen av pelaren finns fyra basunänglar som rider på ryggen av några delfiner som slingrar sina långa stjärtfenor runt pelaren.

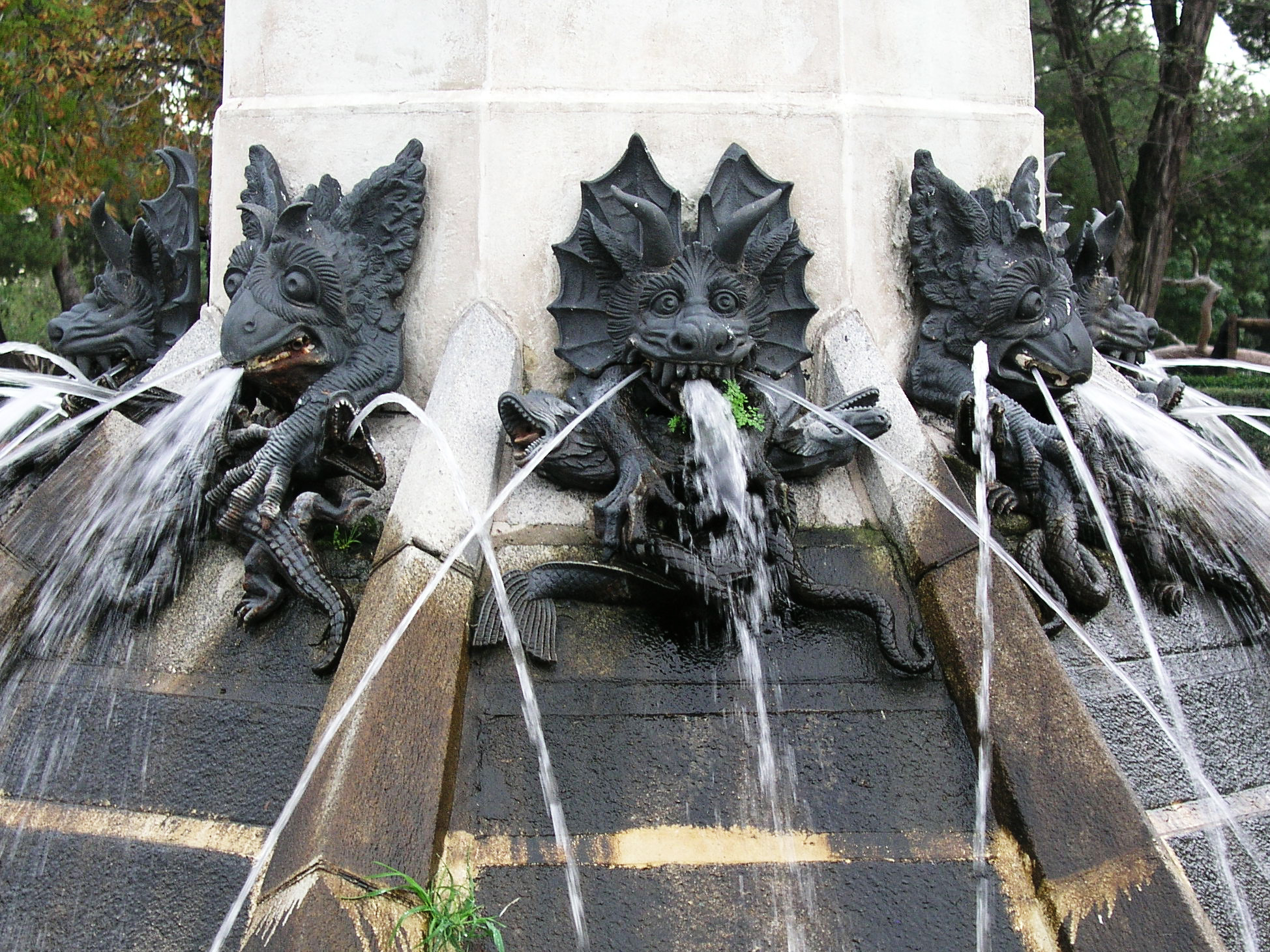
Djävulsfigurer vid foten av Ángel caído

### Fontän Den fallna ängeln/Fuente del Ángel caído
Den fallna ängeln är en unik staty tillägnad Djävulen. Statyn uppfördes 1874 på initiativ från hertigen Fernán Núñez och skapades av skulptören Ricardo Bellver från Madrid.

### Kristallpalatset / Palacio de Cristal
Palacio de Cristal (eg. "Glaspalatset) är utan tvekan den mest framträdande byggnaden i parken. Byggnaden uppfördes år 1887. Arkitekt för byggnaden var  Ricardo Velázquez Bosco. Velázques ritade också Palacio de Velázquez som även det ligger i Retiroparken. Samtidigt med Kristallpalatset anlades den intilliggande vattendammen. Båda är skapade med internationella drag (jfr till exempel Royal Botanic Gardens, Kew).
I dammen kan man hitta flera exemplar av cypresser Taxodium distichum med egenheten att såväl rötterna som en del av stammen ligger under vattenytan. Byggnaden omges av kastanjeträd (Aesculus hippocastanum) med avsevärd spännvidd, vilka ökar den romantiska atmosfären från början av förra seklet.
Från palatset går en bred trappa ned i vattendammen, en populär viloplats för besökare. I dammen finns fiskar som låter sig matas.

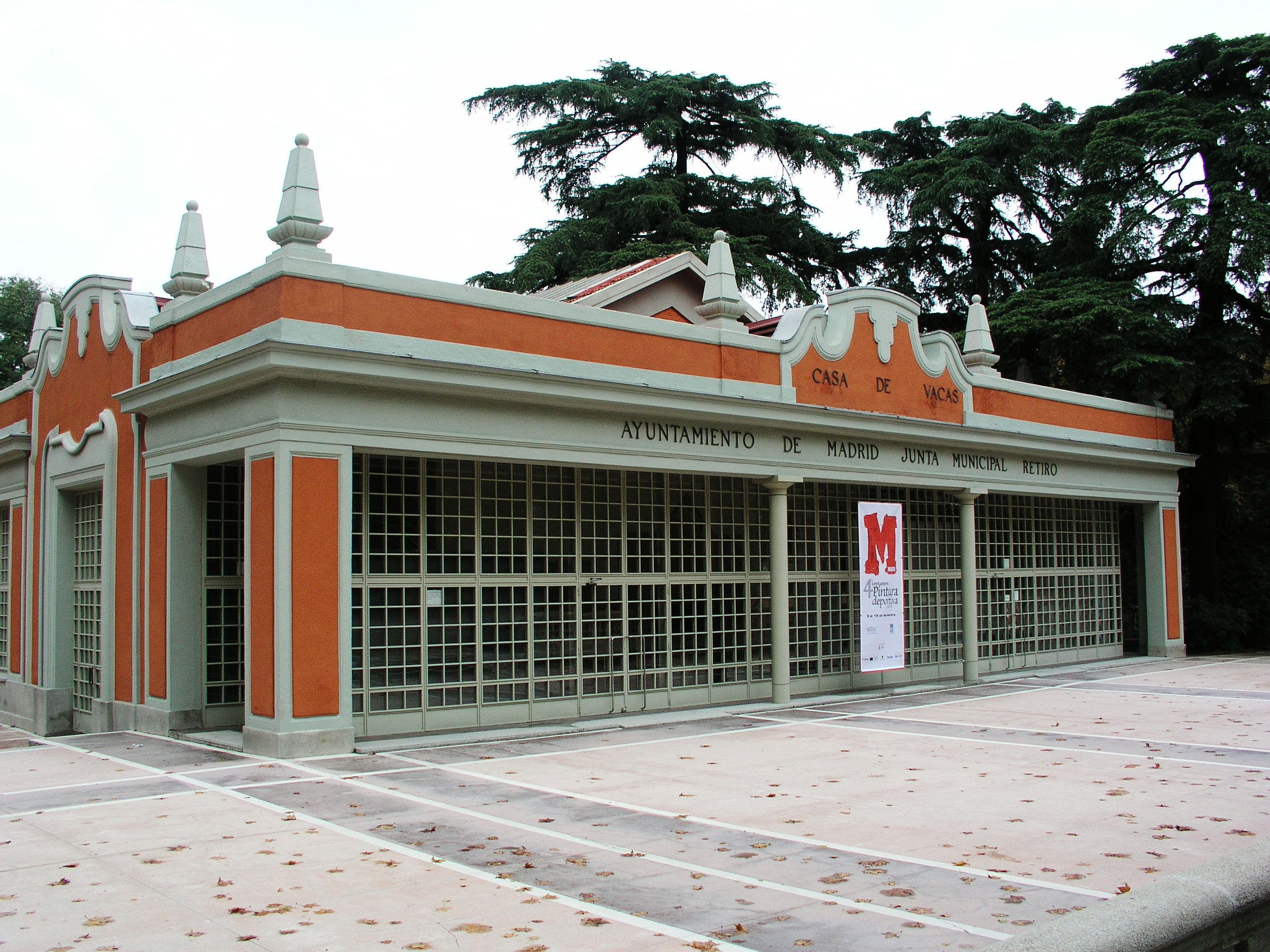
Casa de Vacas

|  |  |  |

### Casa de Vacas
Casa de Vacas (=”Ladugården”) är en av de fantasifulla byggnaderna i parken. Byggnaden används sedan 1987 som kulturellt centrum och konstmuseum. Museet heter “Centro Cultural Casa de Vacas”,  och drivs av Madrids kommun (Ayuntamiento). Både tillfälliga utställningar, konferenser och konserter förekommer.

### Spanienporten/Puerta de España
Den spanska porten (Puerta de España) (1893) är ett verk av José Urioste y Velada (1850–1909), arkitekt och stadsbyggare som gjorde djupgående reformer i Madrid, såsom utvidgningen av Gran Vía. Puerta de España är ingången till Retiroparken från Calle Alfonso XII. Från porten når man via Paseo de la Argentina den stora dammen.
Intill parken ligger den botaniska trädgården (Real Jardín Botánico de Madrid), mittemot Museo del Prado.